# Älmhults församling
Älmhults församling ligger i Älmhults kommun i Kronobergs län och tillhör Allbo-Sunnerbo kontrakt i  Växjö stift. Församlingen utgör ett eget pastorat.
Församlingskyrka är Älmhults kyrka.

## Administrativ historik
Församlingen bildades 1905 som en kapellförsamling utbruten ur Stenbrohults församling.
Församlingen ingick, som annexförsamling från 1933, i ett pastorat med Stenbrohults församling till 1941 då den bildade ett eget pastorat.